# Helena Maria Ehrenstråhle
Helena Maria Ehrenstråhle, född 2 februari 1760 på Säby, Bäckaby socken död 18 november 1800 på Ebbetorp, var en svensk poet.  
Helena Maria Ehrenstråhle var dotter till överste Hans Ehrenstråhle och Maria Elisabeth Uggla. Hon var stiftsjungfru fram till sitt giftermål 1791 med sin fars kusin, riksheraldikern och författaren Jonas Carl Linnerhielm, på Hallsnäs. Hennes man utgav år 1795 hennes dikter i diktsamling, "Witterhets försök". Den bestod av både prosa och poesi med "sentimentalt-moraliskt innehåll" i den då populära Gessnerska stilen.